# Історія з одиницею
«Історія з одиницею» — радянський мальований мультфільм, створений режисером Юрієм Скірдою у Творчому Об'єднанні Художньої мультиплікації студії «Київнаукфільм» у 1975 році.
Входить до збірки «Найкращі м/ф Київської кіностудії», вип.4. Портал «Tlum.Ru» включив «Історію з одиницею» до списку мультфільмів, що мотивують до навчання. Компанія «Time Out» ставить мультфільм в один ряд із м/ф «В Країні невивчених уроків».
Д. Ващенко наводить мультфільм як приклад використання словесної гри в радянській мультиплікації: «Ти непоправний ледар, тому я непоправна одиниця».

## Сюжет
Дев'ятирічний школяр ледар Барабанов погано вчив Англійський алфавіт. За це вчителька поставила йому одиницю. Барабанов вирішив її стерти і вона стала справжньою і наказала Барабанову робити тільки те, що хочить вона. Барабанова це не задоволило і він вирішив виправити свою оцінку. Коли в нього вийшло вивчити алфавіт він почав казати кожну літеру і від цього одиниця вибухнула.

## Творці
- Автори сценарію: — М. Рибалко
- Постановники, художники: — Юрій Скирда
- Композитори: — Леонід Вербицький
- Оператори: — Анатолій Гаврилів
- Звукооператори: — Ірина Чефранова
- Редактори: — Володимир Гайдай
- Художники-мультиплікатори: — Юрій Мещеряков, Ніна Чурилова, Михайло Титов, Олександр Вікен, М. Бондар, В. Ємельянова, Наталія Марченкова
- Асистенти: — О. Тищенко, Юна Срібницька, О. Савчук, О. Ібадулаєв
- Актори: — Людмила Ігнатенко, Ліна Будник
- Директори фільму: — Іван Мазепа

## Відеовидання
- Мультфільм видавався на DVD-збірнику «Капітошка». [1]